# Hans Georg Möller
Hans Georg Möller (* 7. April 1882 in Altgeringswalde (Sachsen); † 22. August 1967 in Hamburg) war ein deutscher Technischer Physiker und lehrte an der Universität Hamburg.
Möller legte 1901 an der Fürstenschule Grimma das Abitur ab und leistete Militärdienst. 1903 begann er in Göttingen Physik, Mathematik und Chemie zu studieren, u. a. bei David Hilbert. Als Assistent am physikalisch-chemischen Institut seit 1906 ging er mit Friedrich Dolezalek an die TH Berlin. 1908 promovierte er bei Walther Nernst. 1912 habilitierte er sich mit einer Arbeit über den Skineffekt. Seit 1914 diente er als Hauptmann und wurde 1915 zur Technischen Abteilung der Funkertruppe abkommandiert. Zusammen mit u. a. Heinrich Barkhausen vom Torpedo-Versuchskommando schuf er die Grundlagen der Theorie der Elektronenröhre. Er schuf auch die Theorie der Schwingkennlinie, die zur Aufklärung nichtlinearer Schwingungsprobleme beitrug. 1920 habilitierte er sich an der Universität Hamburg und wurde zum außerplanmäßigen Professor ernannt. Nach einem Ruf an die TH Braunschweig wurde er 1924 in Hamburg zum außerordentlichen Professor ernannt und 1925 Direktor des Instituts für angewandte Physik. 1934 wurde er persönlicher ordentlicher Professor; erst 1938 wurde ein planmäßiges Ordinariat eingerichtet. Er hatte eine enge Beziehung zur Firma Röntgenmüller (später Valvo). Die Forschungen dieser Zeit umfassten die Hochfrequenz-, Schwachstrom- und Röhrentechnik; in den 1930er Jahren untersuchte er u. a. Probleme der Magnetfeldröhren. Während des Zweiten Weltkrieges beschäftigte er sich vor allem mit der Funkmesstechnik. Möller war Mitglied der militärorientierten Deutschen Gesellschaft für Technische Physik e. V. Im November 1933 unterzeichnete er das Bekenntnis der deutschen Professoren zu Adolf Hitler. Er wurde 1962 mit der Philipp-Reis-Plakette ausgezeichnet.

## Schriften
- Grundlagen und mathematische Hilfsmittel der Hochfrequenztechnik (= N. von Korshenewsky, W. T. Runge (Hrsg.): Lehrbuch der drahtlosen Nachrichtentechnik. Band 1). 2., unveränd. Auflage. Springer, Berlin 1945. (Nachdruck: ISBN 978-3-642-88855-7) doi:10.1007/978-3-642-90710-4 (eingeschränkte Vorschau in der Google-Buchsuche).
- Die physikalischen Grundlagen der Hochfrequenztechnik (= N. von Korshenewsky, W. T. Runge (Hrsg.): Lehrbuch der drahtlosen Nachrichtentechnik. Band 1). 3. vollkommen umgearb. Auflage. Springer, Berlin 1955. (Nachdruck: ISBN 978-3-642-94655-4) doi:10.1007/978-3-642-94655-4 (eingeschränkte Vorschau in der Google-Buchsuche).